# براتيسلافا 2
براتيسلافا II (بالسلوفاكية: Bratislava II)‏ هو حي في مدينة براتيسلافا. تبلغ المساحة التقريبية للحي 92كم² في حين يبلغ تعداد سكان الحي ما يقرب من 110,729 بحسب إحصاء العام 2007. أما كثافة السكان فتصل إلى 1,197 كم². يتشكل حي براتيسلافا II من ثلاثة بلديات بودونايسكى بيسكوبيتسى (بالسلوفاكية: Podunajské Biskupice)‏, روجينوف (بالسلوفاكية: Ružinov)‏, فراكونا (بالسلوفاكية: Vrakuňa)‏.

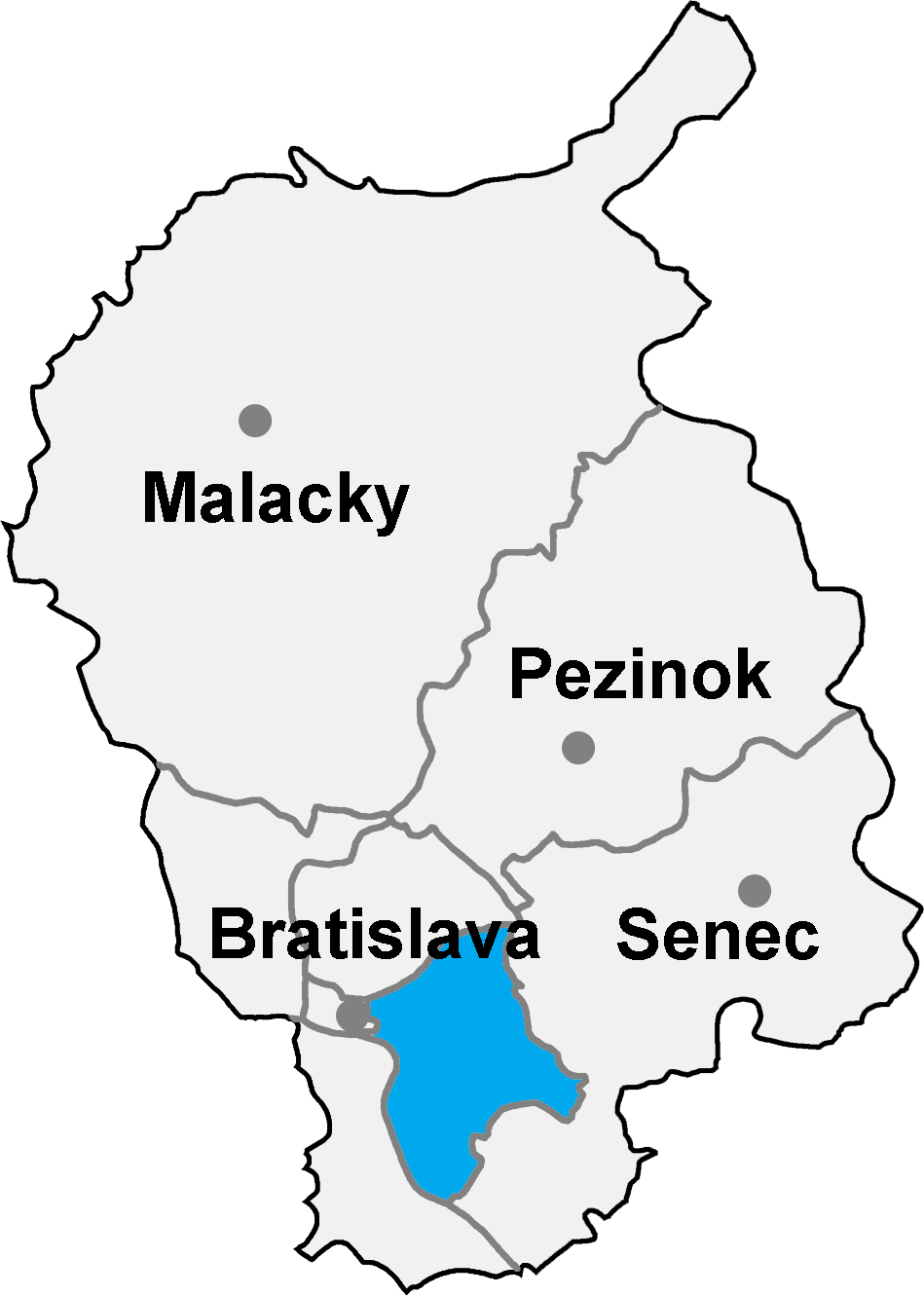
موقع حي براتيسلافاII في إقليم براتيسلافا